# Церква Введення в храм Пресвятої Богородиці (Млиниська)
Церква Введення в храм Пресвятої Богородиці в Млиниськах — парафія і храм Теребовлянського деканату Тернопільсько-Бучацької єпархії Православної церкви України в селі Млиниськах Тернопільського району Тернопільської области.
Дерев'яна церква та дзвіниця оголошені пам'ятками архітектури місцевого значення (охоронні номери 224 та 225).

## Історія

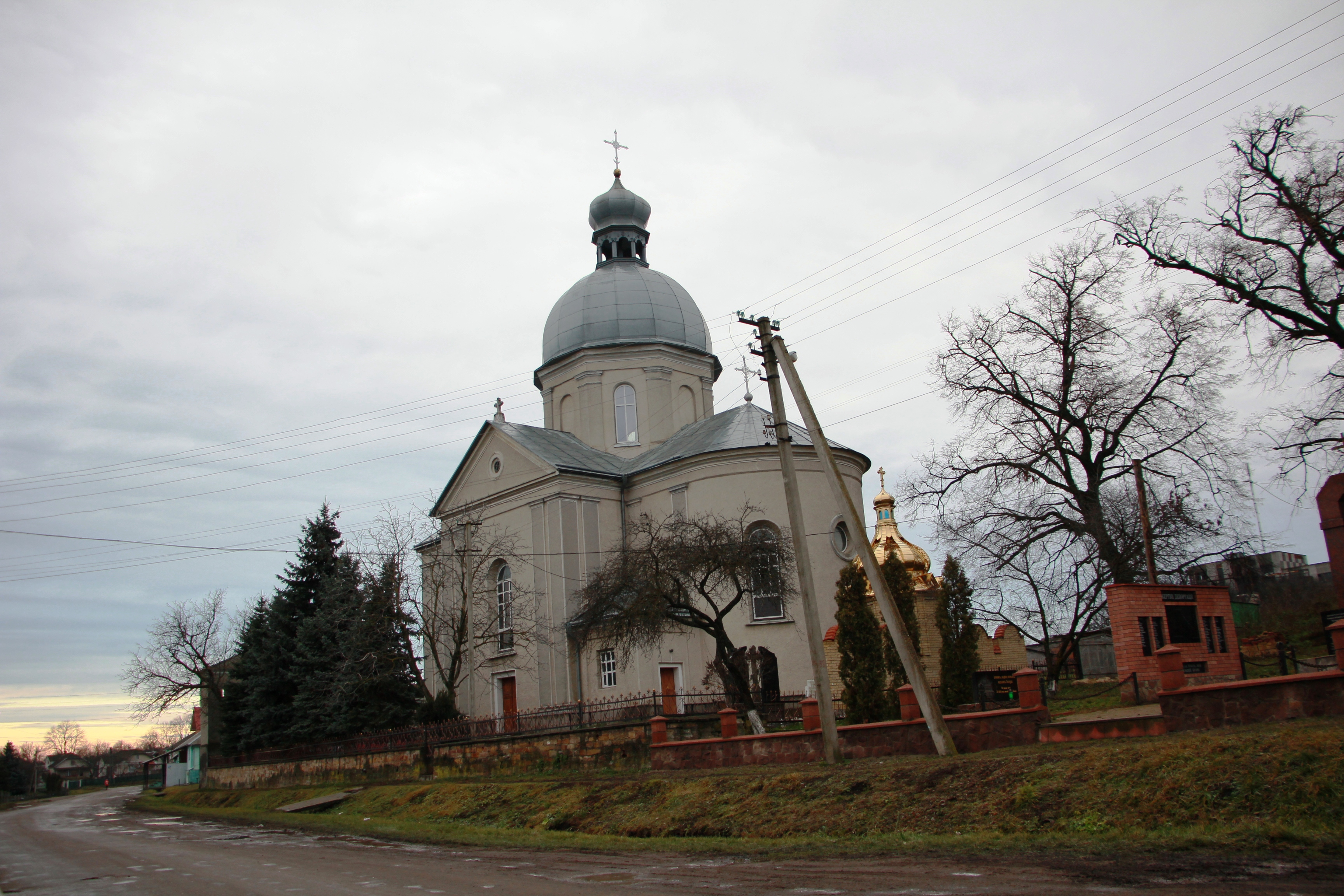
Мурована церква

Дерев'яна церква збудована в 1700-х роках, перебудована в 1930 році. До [1924] року була філіальною церквою с. Кобиловолоків. Потім, 1927 року значиться окремо, але все ще її обслуговував священник з села Кобиловолоки.
Кількість вірян: 1832 — 158, 1844 — 256, 1854 — 188, 1864 — 155, 1874 — 160, 1884 — 120, 1894 — 204, 1904 — 360, 1914 — 230, 1924 — 334, 1936 — [170].

## Парохи
- о. Стефан Янович ([1832]—1854+)[3]
- о. Теофіль Царевич (1854—1858, адміністратор)[3]
- о. невідомий (1858—1915+)[3]
- о. Орест Лотоцький (1915—1918, адміністратор)[3]
- о. Іван Каноринський (1918—1937)[3]
- о. Мирослав Горинь (1937—[1939], адміністратор)[3]
- о. невідомий ([1944])[3]
- о. Григорій Содомора (1889—1891, сотрудник)[3]
- о. Іван Сірко (1891—1893, сотрудник)[3]
- о. Микола Кубатий (1893—1895, сотрудник)[3]
- о. Іван Маркевич (1895—1899, сотрудник)[3]
- о. Платон Карпинський (1899—1901, сотрудник)[3]
- о. Петро Патрило (1901—1903, сотрудник)[3]
- о. Петро Кісик (1903—1908, сотрудник)[3]
- о. Антін Себець (1908—1915, сотрудник)[3]
- о. Роман Луцишин — нині[4].